# Targowisko (województwo lubelskie)
Targowisko – wieś w Polsce położona w województwie lubelskim, w powiecie lubelskim, w gminie Zakrzew.
| SIMC    | Nazwa  | Rodzaj    |
| ------- | ------ | --------- |
| 0905847 | Boćków | część wsi |
| 0905853 | Budy   | część wsi |
| 0905860 | Podgaj | część wsi |

Wieś szlachecka położona była w drugiej połowie XVI wieku w powiecie lubelskim województwa lubelskiego. W latach 1975–1998 miejscowość położona była w województwie zamojskim.
Wieś stanowi sołectwo gminy Zakrzew. Według Narodowego Spisu Powszechnego z roku 2011 wieś liczyła 158 mieszkańców.

## Historia
Targowisko – wieś w gminie Zakrzew. Dawniej, w wieku XV zwana Targowiska.
Wieś położona w staropolskim powiecie lubelskim, przy ważnym trakcie handlowym na Wołyń. Wzmiankowana była już w II połowie XIII w. W początkach XV wieku do Zbysława Tarnawskiego (Targowickiego), w 1443 r. do Stanisława, w 1485 do Mikołaja wojskiego lubelskiego i podstolego królewskiego oraz jego brata Stanisława, zaś w 1501 do Gotarda, Tarnawskich.
W roku 1501 Jan I Olbracht zwalnia wsie Targowisko, Zakrzów i Lipie od podatków i ceł na lat 4 z powodu zniszczenia przez Tatarów.
Po wymarciu tutejszej linii Tarnawskich (Targowickich), występowały tu już drobne działy szlacheckie. W roku 1564 były części Domańskich, Gruszeckich i Jełowickich, natomiast w 1676 także do tych rodów: do Mateusza (Macieja) Domańskiego, Jełowickiego oraz Franciszka Gruszeckiego.

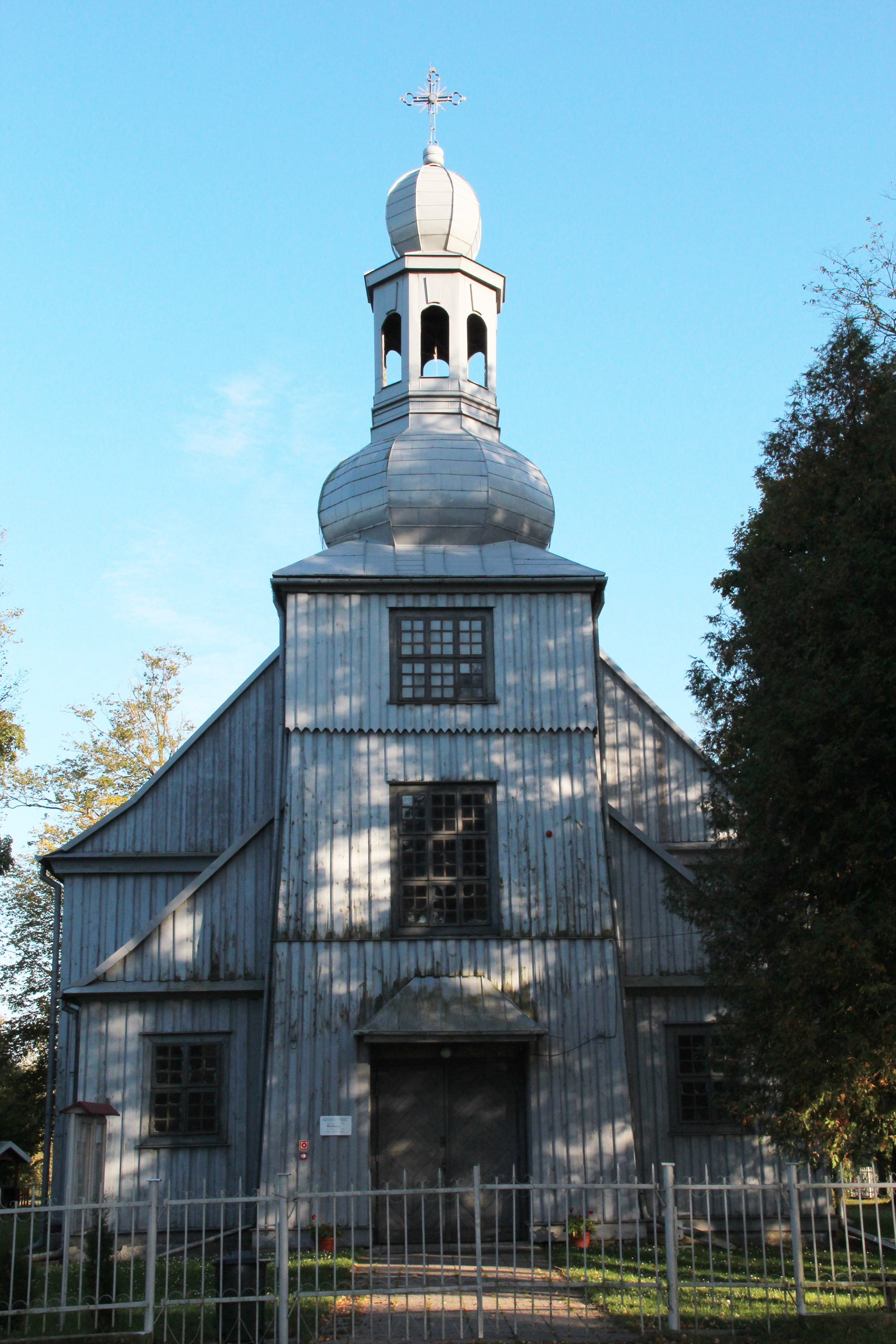
Kościół św. Tomasza

W 1827 r. Targowisko Poświętne liczyło 5 domów i 46 mieszkańców, zaś Targowisko Szlacheckie – 8 domów z 70 mieszkańcami. Spis z 1921 roku (wówczas w pow. krasnostawskim) nie rozróżniał już obu części i wykazywał 17 domów oraz 86 mieszkańców.

## Zabytki
Pierwszy tutejszy kościół drewniany powstał tu ponoć w 1293 r.; byłby więc najstarszym w tej części Polski. W każdym razie istnienie parafii wzmiankowano w 1334 r. Kościół ów uległ spaleniu w 1740 i na jego miejsce w 1746 powstał obecny drewniany, z fundacji Bonifacego Brodowskiego, proboszcza i jednocześnie dziedzica wsi. Odnawiany w 1858 i 1923/26 roku.